# Ruta 757 (Costa Rica)
La Ruta 757, oficialmente Ruta Nacional Terciaria 757, es una ruta nacional de Costa Rica ubicada en la provincia de Alajuela.

## Descripción
En la provincia de Alajuela, la ruta atraviesa el cantón de Orotina (los distritos de Orotina, El Mastate, Coyolar).